# Wehrhafte Schweiz (1964)
Wehrhafte Schweiz (englischer Titel Fortress of Peace, französischer Titel Nous pouvons nous défendre oder auch La Suisse vigilante, italienischer Titel La Svizzera vigilante) ist ein oscarnominierter Kurzfilm von John Fernhout aus dem Jahr 1964, produziert von Lothar Wolff.

## Inhalt
Aus dem Off ertönt eine Stimme: „Das Herz Europas nennt man die Schweiz mit ihren Bergen, Alpen, Tälern und Seen. Beinahe etwas abseits vom grossen Weltgeschehen lebt hier ein arbeitssames, friedfertiges Volk, das die Werte der Vergangenheit und der Tradition ebenso hochhält wie die Erfordernisse des Modernen von Gegenwart und Zukunft. Dieses Land war auch in Zeiten der Gefahr und des Krieges immer wieder eine Insel des Friedens.“
Das Intro des Films kommt sodann psychedelisch daher, indem es die Feinde der Schweiz übermächtig erscheinen lässt und unterschwellig Angst evoziert, um dann zu betonen, dass das Land durchaus für einen Abwehrkampf gerüstet sei. Sodann heisst es: „Auch in gefahrvollen geschichtlichen Zeitabschnitten konnte sich die Schweiz immer ihre Freiheit bewahren, weil sie stets wehrhaft und bereit zur Verteidigung war. […] Zu ihrer Verteidigung unterhält die Schweiz die älteste Volksarmee Europas. Jeder Mann ist wehrpflichtig und hat, wenn tauglich, seinen Militärdienst  zu leisten.“ Längere Prologe, die die unterschiedlichen Positionen zur Landesverteidigung erläutern, schliessen sich an. Ein gross angelegtes, kombiniertes Gefechtsschiessen soll das Zusammenspiel verschiedener Waffengattungen demonstrieren.
Anschliessend sieht man, wie die Schweizer Armee ihre mobilen Mittel in Bewegung setzt und diese sowohl im Mittelland als auch im Hochgebirge in Stellung bringt. Schwere Fahrzeuge durchqueren Flüsse und sind auf Gebirgsstrassen unterwegs, Flugzeuge und Helikopter erheben sich in die Luft, Soldaten auf Ski sind in den Bergen unterwegs. Es wird aus allen Lagen gefeuert sowie bombardiert. Durch die Wälder bewegen sich Panzer, die alles, was ihnen in den Weg kommt, niederpflügen, Talhänge sind vor Sprengungen nicht mehr sicher und Häuser werden mit Flammenwerfern gestürmt.
Letztendlich kann der imaginäre Aggressor vertrieben werden, woraufhin idyllische Landschaftsaufnahmen von Berggipfeln, Kirchtürmen, verschiedenen Flaggen und dann als Einzelbild der Schweizer Flagge, die allesamt über sattgrünen Wiesen im Wind wehen, den Film beschliessen.

## Produktion

### Produktionsnotizen
Produziert wurde der Film von der Cinerama Productions Corp. und Farner-Looser Films, vertrieben von der Cinerama Releasing Corporation sowie den Shepperton Studios. Die Filmaufnahmen entstanden in der Schweiz. Der Prolog wurde aufgenommen bei der Turnus Film AG, Zürich. Es spielt das Sinfonieorchester London. Der Werbefachmann Rudolf Farner und Divisionär Gustav Däniker, der zur Zeit der Entstehung des Films Kernwaffen als staatspolitische Notwendigkeit ansah, waren die massgeblichen Männer hinter dem Film. Der Film sollte beeindrucken und keine „biedere Miliztruppe“ zeigen, sondern eine „gefährliche Armee“. Die Produktion kostete über eine Million Franken, wobei Material, Munition und Militärangehörige noch gar nicht mit eingerechnet waren. Der niederländische Regisseur John Fernhout (in der englischen Version als John Ferno aufgeführt) und eine „Hollywood-erprobte Filmcrew“ wurden eingeflogen. Als Produzent fungierte der Deutsch-Amerikaner Lothar Wolff.
Schwierigkeiten gab es mit Schweizer Filmschaffenden, die sich dagegen wehrten, bei den Filmarbeiten kaum berücksichtigt worden zu sein, wie es das seinerzeit frisch geschaffene Filmgesetz vorsah. Daraufhin wurden diverse Funktionen doppelt besetzt und einige Ausländer mussten Platz für Schweizer machen. Auch tauchte die Frage auf, wie sich eine ausländische Filmcrew mit dem „Erfordernis der militärischen Geheimhaltung“ vereinbaren lasse. Die Antwort des Bundesrates lautete, das „Was, Wo und Wann“ des Films sei stets von den Schweizern bestimmt worden.

### Veröffentlichung

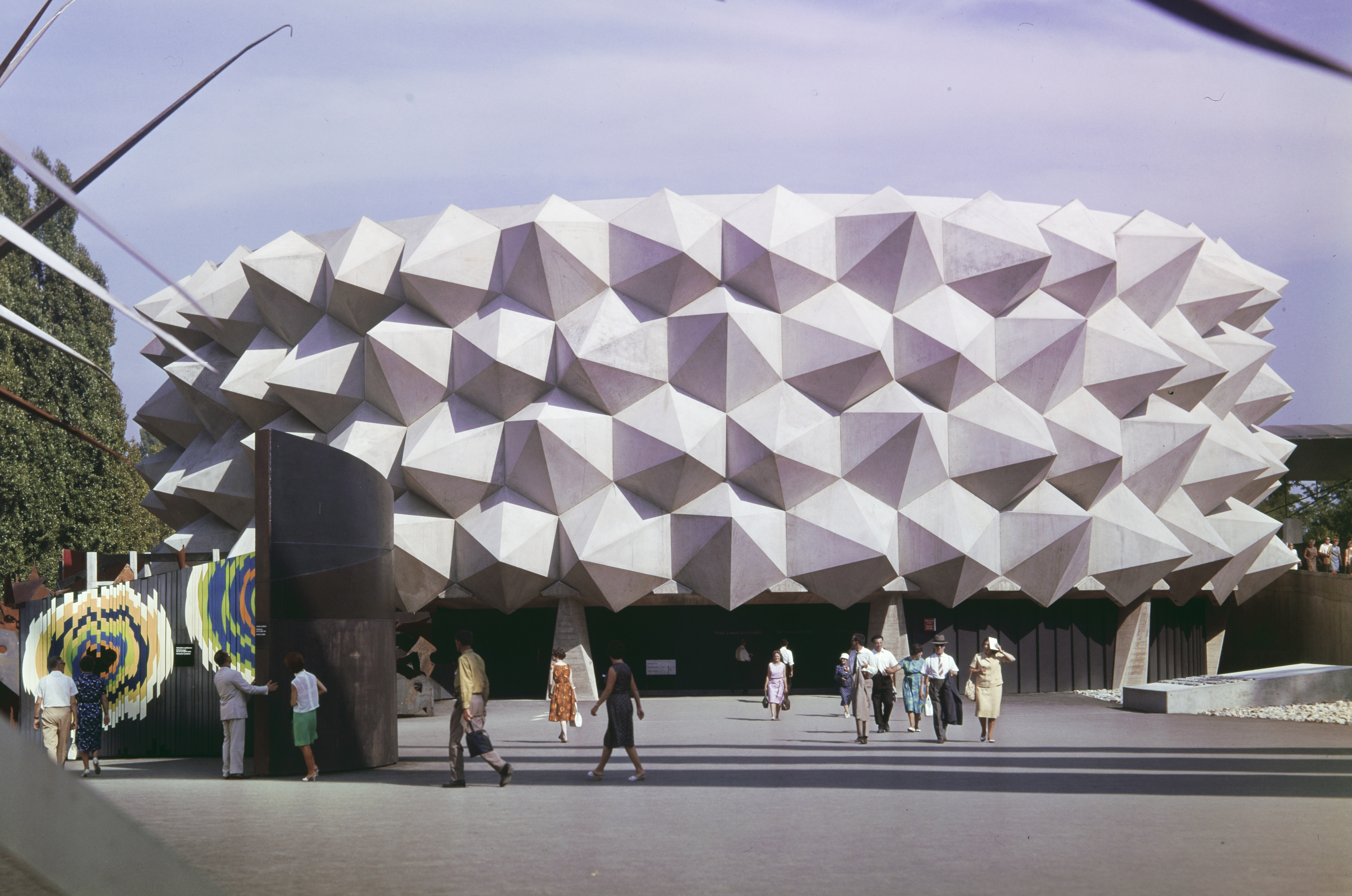
Pavillon der Schweizer Armee an der Expo 64

Der Film wurde auf der Expo 64 in Lausanne, die vom 30. April bis  zum 25. Oktober 1964 stattfand, erstmals vorgestellt. Der Propagandafilm der Armee war die besondere Attraktion des igelförmigen, mit 141 Stacheln versehenen Armee-Pavillons. Er wurde – einem Triptychon ähnlich – auf drei riesigen Leinwänden von insgesamt 410 Quadratmetern Fläche vorgeführt. Gedreht worden war er im nicht oft anzutreffenden qualitativ hochwertigen 70-mm-Format. Für das extreme Breitband-Verfahren fehlten den Schweizern jedoch die entsprechenden Apparaturen und das Know-how. Die teure Panorama-Leinwand, die zehn Tage vor Eröffnung der Expo durch Unachtsamkeit zerstört worden war, konnte erst in letzter Minute ersetzt werden. Der Film wurde ausserhalb der Schweiz in leicht angepasster Form gezeigt.

## Rezeption

### Kritik
Der Film wurde zum Publikumsmagneten auf der Expo, er konnte mehr als vier Millionen Besucher verzeichnen. Zwar war der Grossteil begeistert, doch gab es auch kritische Stimmen, die meinten, die Darbietung sei „zu laut, zu brutal, zu kriegerisch“. Zudem erinnerte die inszenierte militärische Potenz einzelne Besucher in unliebsamer Weise an die Propagandafilme totalitärer Regime.
Marc Tribelhorn schrieb in der NZZ Digital, die „Kameraführung“ sei „dynamisch und subjektiv, die Aufnahmen aus Überschallflugzeugen, Helikoptern oder Schnellbooten“ würden „an Actionszenen aus den frühen James-Bond-Filmen“ erinnern. Weiter hiess es, dass das „zwanzigminütige Spektakel“ im „patriotischen Kitsch“ mit entsprechend „idyllischen Bildern“ ende.

### Auszeichnungen
Oscarverleihung 1966
- Nominierter: Lothar Wolff in der Kategorie „Bester Kurzfilm“ (Live Action).
 Der Oscar ging jedoch an Claude Berri und die französische Kurzfilmkomödie Le poulet, in der ein Junge ein Masthähnchen davor rettet, gegessen zu werden.

### Nachwirkung
Die 40 Kilogramm schweren Filmrollen, die sich im Archiv der Armee befanden, wurden pünktlich zum 50-Jahr-Jubiläum der Expo digitalisiert und mit grosser Sorgfalt restauriert. Da der chemische Alterungsprozess den Filmrollen zugesetzt und dem Zelluloid einen auffälligen Rotstich verliehen hatte, mussten die Farben Bild für Bild rekonstruiert werden.